# Verdrag van Anholt
Het Verdrag van Anholt (23 mei 1991, inwerkingtreding 1 januari 1993) is een verdrag tussen Nederland, Duitsland en de Duitse deelstaten Noordrijn-Westfalen en Nedersaksen. Op basis van dit verdrag kunnen lokale overheden grensoverschrijdende publiekrechtelijke samenwerkingsverbanden aangaan.
Het verdrag werd getekend te Anholt, een plaats in Noordrijn-Westfalen, net over de grens met Nederland.

## Voorbeelden
Een aantal samenwerkingsverbanden is op basis van dit verdrag opgezet
- Grenspark Maas-S(ch)walm-Nette (12 december 2002)
- Eurode, samenwerking Kerkrade-Herzogenrath (28 september 1997)
- Grensoverschrijdend bedrijventerrein Coevorden - Emlichheim

## Verder
- Lijst van verdragen